# Тропічні соснові ліси Суматри
Тропічні соснові ліси Суматри (ідентифікатор WWF: IM0304) — індомалайський екорегіон тропічних та субтропічних хвойних лісів, розташований на Суматрі.

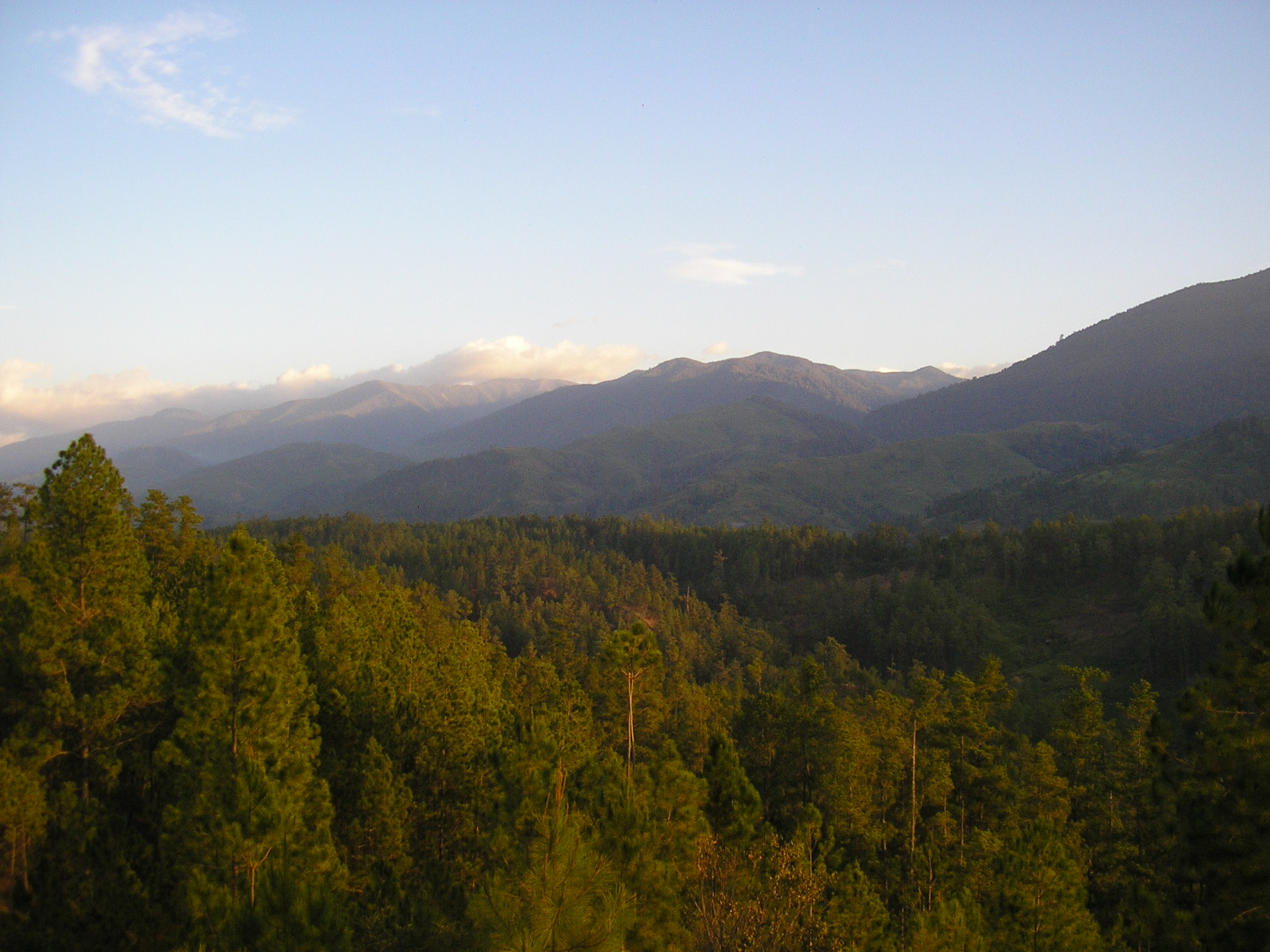
Сосновий ліс в окрузі Гайо-Луес (Ачех)

## Географія
Екорегіон тропічних соснових лісів Суматри охоплює п'ять ізольованих ділянок, розташованих на східних схилах гір Барісан, що простягаються уздовж західної сторони острова Суматра, зокрема в масиві Лейзер. Дві ділянки розташовані поблизу озера Тоба — найбільшого озера Індонезії та найбільшого вулканічного озера світу. Озеро Тоба утворилося в кальдері супервулкана, катастрофічне виверження якого відбулося приблизно 74 000 років тому. Більша частина гір Барісан розташована в межах екорегіону гірських дощових лісів Суматри, які на низьких висотах переходять у рівнинні дощові ліси Суматри.

## Клімат
В горах Барісан переважає вологий екваторіальний клімат (Af за класифікацією кліматів Кеппена), а на їх найвищих вершинах — субтропічний високогірний клімат (Cfb за класифікацією Кеппена). Східні схили цих гір лежать у дощовій тіні, і середньорічна кількість опадів тут становить приблизно 2500 мм. Сухий сезон, коли середньорічна кількість опадів становить менше 100 мм, на Суматрі триває менше 3 місяців.

## Флора і фауна
Рослинний покрив екорегіону представлений сосновими лісами, у яких переважають суматранські сосни (Pinus merkusii). Ці ліси ростуть на великих висотах, особливо там, де часто трапляються лісові пожежі та зсуви. Суматранські сосни (Pinus merkusii) часто зустрічаються на порушених ділянках, на місцях нещодавніх зсувів та пожеж, однак в місцевостях, що входять до цього екорегіону, вони змогли витіснити широколистяні дерева і утворити суцільні насадження. Розширенню площі соснових лісів також сприяла людська діяльність, зокрема регулярне розпалювання пожеж.
Загалом флора і фауна екорегіону є набагато біднішою за флору і фауну навколишніх рівнинних і гірських дощових лісів. Товстий шар хвої, що накопичується у лісовій підстилці, затримує розвиток підліску, у якому переважають декілька видів чагарників, таких як жимолость (Lonicera spp.) та барбарис (Berberis spp.). Рідкісний підлісок також позбавляє багатьох дрібних та травоїдних ссавців середовища проживання. Серед ссавців в екорегіоні переважають дрібні гірські види-генералісти, такі як суматранська харза (Martes flavigula henrici), та землерийки, зокрема суматранські довгохвості білозубки (Crocidura paradoxura). Ендемічні ссавці в екорегіоні відсутні.
Орнітофауна екорегіону включає лише 3-4 % видів, поширених у навколишніх дощових лісах. Більшість з цих птахів зазвичай зустрічаються на порушених ділянках та у вторинних лісах. Майже ендемічними представниками екорегіону є бронзові віялохвости (Polyplectron chalcurum), вогнисті личинкоїди (Pericrocotus miniatus), синьолобі зеленчики (Chloropsis venusta) , суматранські аренги (Myophonus melanurus), суматранські нільтави (Niltava sumatrana), суматранські підпаленики (Myiomela sumatrana), смугасті бюльбюлі (Ixos leucogrammicus), золотогузі бюльбюлі (Alcurus tympanistrigus), суматранські оливники (Ixos sumatranus), темноголові окулярники (Zosterops atricapilla), сіроголові чагарниці (Garrulax palliatus) та суматранські ратини (Gypsophila rufipectus).

## Збереження
Оцінка 2017 року показала, що 1090 км², або 40 % екорегіону, є заповідними територіями. Природоохоронні території включають Національний парк Керінчі-Себлат та Заповідник Лінгга-Ісак.